# عكده السرة (المخادر)

تعديل مصدري - تعديل

عكده السرة محلة تابعة لقرية بيت سليم، التابعة لعزلة بضعة بمديرية المخادر إحدى مديريات محافظة إب في الجمهورية اليمنية، بلغ تعداد سكانها 28 حسب تعداد اليمن لعام 2004.